# Diana Žiliūtė
Diana Žiliūtė (Rietavas, Comtat de Telšiai, 28 de maig de 1976) és una ciclista lituana que fou professional del 1999 al 2009.
Es proclamà Campiona del món en ruta el 1998. Aquell mateix any va aconseguir el primer lloc a la primera edició de la Copa del Món, repetint victòria dos anys després.
També cal destacar sobretot la medalla de bronze als Jocs Olímpics de Sydey de 2000.

## Palmarès
- 1994
  -  Campiona del món júnior en ruta
  - 1a al Gran Premi de les Nacions
- 1996
  -  Campiona de Lituània en ruta
  - Vencedora d'una etapa al Giro d'Itàlia
  - Vencedora d'una etapa al Tour de l'Aude
- 1997
  - Campiona d'Europa en contrarellotge sub-23
  - Vencedora de 4 etapes al Giro d'Itàlia
  - Vencedora d'una etapa al Tour de Vendée
- 1998
  -  Campiona del món en ruta
  - 1a al Calendari de l'UCI
  - 1a a la Copa del Món
  - Campiona d'Europa en contrarellotge sub-23
  -  Campiona de Lituània en ruta
  - 1a al Tour Beneden-Maas
  - 1a a la Copa del món ciclista femenina de Mont-real
  - Vencedora d'una etapa a la Women's Challenge
  - Vencedora d'una etapa al Giro d'Itàlia
- 1999
  -  Campiona de Lituània en ruta
  - 1a al Gran Bucle i vencedora de 3 etapes
  - Vencedora de 2 etapes a la Volta a Turíngia
  - Vencedora de 2 etapes al Giro del Trentino
- 2000
  -  Medalla de bronze als Jocs Olímpics del 2000 en Ruta
  - 1a al Calendari de l'UCI
  - 1a a la Copa del Món
  - 1a a la Primavera Rosa
  - 1a a la Volta a Navarra i vencedora de 4 etapes
  - 1a al Gran Premi de Plouay
  - Vencedora de 2 etapes a la Women's Challenge
  - Vencedora d'una etapa al Giro del Trentino
  - Vencedora d'una etapa al Giro d'Itàlia
- 2001
  - Vencedora d'una etapa al Giro de Toscana-Memorial Michela Fanini
  - Vencedora d'una etapa al Giro d'Itàlia
- 2002
  - Vencedora d'una etapa a la Women's Challenge
- 2003
  -  Campiona de Lituània en contrarellotge
  - 1a a la Volta a Nuremberg
  - 1a al Trofeu Alfredo Binda
  - 1a al Gran Premi della Liberazione
  - Vencedora de 3 etapes al Holland Ladies Tour
  - Vencedora d'una etapa al Tour del Gran Mont-real
  - Vencedora de 3 etapes al Gran Bucle
- 2004
  -  Campiona de Lituània en ruta
  -  Campiona de Lituània en contrarellotge
  - Vencedora de 2 etapes al Giro d'Itàlia
- 2006
  -  Campiona de Lituània en ruta
  - 1a al Gran Premi della Liberazione
  - 1a al Giro de San Marino i vencedora de 2 etapes
  - Vencedora de 5 etapes a la Ruta de França
- 2007
  - 1a al Tour de Prince Edward Island i vencedora d'una etapa
  - Vencedora d'una etapa al Tour de l'Ardecha
  - Vencedora d'una etapa al Giro de Toscana-Memorial Michela Fanini
- 2008
  - 1a a la Giornata Rosa di Nove
  - 1a al Gran Premi Carnevale d'Europa
  - Vencedora de 2 etapes al Tour de l'Ardecha
- 2009
  -  Campiona de Lituània en contrarellotge
  - 1a al Trofeu d'Or i vencedora de 3 etapes
  - 1a al Giro de Toscana-Memorial Michela Fanini
  - Vencedora d'una etapa a la Ruta de França